# Paramaracandus fuscus
Paramaracandus fuscus is een hooiwagen uit de familie Assamiidae.